# 本田英志
本田 英志（ほんだ ひでし、1971年9月1日 - ）は、愛知県出身のプロ野球審判員。審判員袖番号は43。父は元プロ野球選手で、引退後中日ドラゴンズでマネージャー・編成部長などを務めた本田威志。

## 来歴・人物
豊田西高等学校では3年夏にエースで4番として県大会決勝へ進むが、山田喜久夫が先発した選抜で優勝した東邦高に敗れた。中央大学では硬式野球部に内野手として在籍。1994年にセントラル・リーグ審判部に入局。
2014年5月9日の広島対中日第6回戦（マツダ）で、通算1000試合出場を達成した。
2015年に開催された第1回WBSCプレミア12に派遣され、6試合に出場した。決勝戦では一塁塁審を務めた。
2019年6月18日のヤクルト対ソフトバンク(神宮)にて球審として出場し、通算1500試合出場を達成。
2021年よりサブクルーチーフに昇格、2022年にはクルーチーフに昇格。
2022年の日本シリーズでは元々出場予定ではなかったが急遽変更があり試合を捌くことになった。
2024年7月10日、埼玉西武ライオンズ対北海道日本ハムファイターズ11回戦（ベルーナドーム）で二塁塁審を務め、NPB審判員として史上75人目となる通算2000試合出場を達成した。
2025年よりクルーチーフの役職を解かれ、一般審判員となる。

## 審判出場記録
- 初出場：1999年9月11日、横浜対広島22回戦（横浜スタジアム）、一塁塁審。
- 出場試合数：2054試合
- オールスターゲーム出場：3回（2005年、2011年、2019年）
- 日本シリーズ出場：5回（2011年、2014年、2016年、2018年、2022年）

（記録は2024年シーズン終了時）

## 表彰
- 審判員奨励賞：1回（2012年）
- ファインジャッジ賞：1回 (2016年)

(記録は2022年シーズン終了時)